# 부활 성야

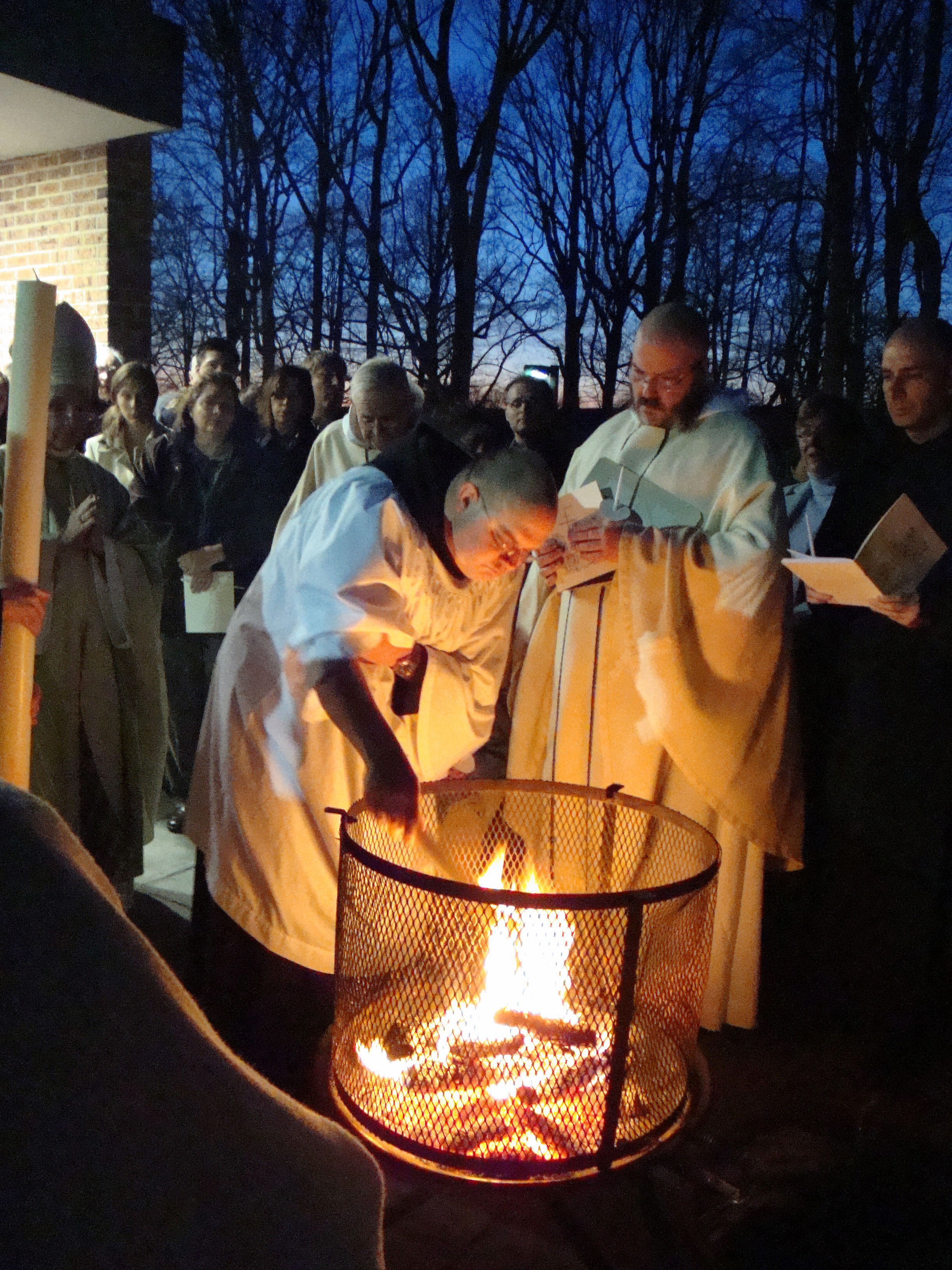
성 베네딕토회 수도자들이 새 불로부터 부활 초에 불을 당기려 하고 있다.

부활 성야(pasca 聖夜, 영어: Easter Vigil, Vigilia Pasquale, Great Vigil of Easter)는 기독교에서 파스카 성삼일의 마지막 날(현대 시간상으로 토요일) 밤을 말한다. 즉, 부활절의 시작이다. 부활 성야는 ‘모든 전야제(밤샘기도)의 어머니’로 존경 받는다.
이날 밤은 오랜 관습에 따라 주님을 위하여 밤을 새운다(탈출 12,42). 신자들이 복음의 권고에 따라(루카 12,35) 손에 등불을 밝혀 들고 주인을 기다리는 사람처럼 깨어 있다가, 돌아오는 주인과 함께 식탁에 앉을 수 있도록 마음을 가다듬는 밤이다.
이 모든 예식은 밤에 거행한다. 곧 밤이 되기 전에 시작하지 말고 주일의 날이 밝기 전에 마쳐야 한다. 성야 예식에 참여하는 모든 이를 위하여 초를 준비한다.

## 로마 가톨릭교회의 부활 성야 전례

### 빛의 예식
부활 성야 밤 전례는 네 부분으로 나뉜다. 제1부는 빛의 예식과 부활 찬송이 있다.
- 불 축복
- 부활 초 준비
- 부활 초 행렬: 사제가 "그리스도 우리의 빛"하면, 신자들은 "하느님 감사합니다."하고 응답한다. (세번)
- 향 준비
- 부활 찬송을 노래할 부제는 강복을 받는다.(평신도가 부활 찬송을 노래하면 강복은 생략한다.)
- 부활 찬송: 긴 부활 찬송과 짧은 부활 찬송이 있다.

### 말씀 전례
제2부에서 거룩한 교회는 주 하느님께서 한처음부터 당신 백성에게 하신 놀라운 업적들을 묵상하며 주님께서 하신 말씀과 약속을 받아들인다.
- 제1독서: 창세 1,1ㅡ2,2<또는 1,1.26-31ㄱ> / 화답송 / 기도
- 제2독서: 창세 22,1-18<또는 22,1-2.9ㄱ.10-13.15-18> / 화답송 / 기도
- 제3독서: 탈출 14,15─15,1ㄱ / 화답송 / 기도
- 제4독서: 이사 54,5-14 / 화답송 / 기도
- 제5독서: 이사 55,1-11 / 화답송 / 기도
- 제6독서: 바룩 3,9-15.32─4,4 / 화답송 / 기도
- 제7독서: 에제 36,16-17ㄱ.18-28 / 화답송 / 기도

구약 독서와 화답송과 기도가 모두 끝나면 파스카 초에서 제대 초에 불을 댕긴다. 사제가 대영광송을 시작하고 봉사자는 종을 친다. 다함께 대영광송을 노래한다.
- 대영광송
- 본기도
- 서간: 로마 6,3-11

서간을 봉독하고 나면 모두 일어선다. 사제는 목소리를 차츰 높여 가며 알렐루야를 성대하게 세 번 선창하고 모든 이가 되풀이한다. 필요하다면 시편 담당자가 알렐루야를 선창한다. 선창자가 시편 118(117)편을 노래하고 교우들이 화답한다. 알렐루야를 노래하는 동안 향을 준비하고 부제는 강복을 받는다. 파스카 초가 독서대 곁에 있기에 복음 행렬에서 촛대를 가져가지 않고 향로만 가져간다. 강론은 짧게 하더라도 생략할 수 없다.
- 복음: 가해(마태 28,1-10), 나해(마르 16,1-8), 다해(루카 24,1-12) 복음을 선포한다.
- 강론

### 세례 예식
제3부에서는 부활의 날을 맞이하며 교회의 새 지체들이 새로 태어나는 세례식을 거행한다. 이때에 세례수 축복과 성수 축복이 있다. 세례수 축복은 곧바로 세례식을 거행하거나 가까운 시일에 세례 예식이 있을 경우에 이루어진다. 한편 세례수 축복을 하지 않는다면 성수 축복을 한다. 성수를 축복할 때에는 지역 관습에 따라 소금을 축복하고 그 물에 소금을 넣을 수도 있다. 다만, 세례수 축복에서는 제2차 바티칸 공의회 이후로 더 이상 소금을 넣지 않는다.
- 성인 호칭 기도
- 세례수 축복과 세례 예식
- 성수 축복(세례수 축복이 없었다면)
- 세례 서약 갱신
- 보편 지향 기도

### 성찬 전례
마지막으로 제4부에서 모든 이는 주님께서 당신의 죽음과 부활의 기념제로, 주님께서 다시 오실 때까지 계속하라고 주님의 백성에게 마련해 주신 식탁에 참여한다.
- 예물기도
- 감사송
- 감사기도
- 영성체 후기도
- 파견

## 성공회의 부활밤 전례[5]
성당의 불을 다 끈 후에 입구에서 예식을 시작한다.
사제는 백색 예복을 입는다.
빛의 예식을 위하여 새 불 화로, 유향, 성수와 부활초를 준비하고, 회중에게는 작은 초를 미리 나누어준다. 모두 일어선다.

### 빛의 예식

#### 새 불 축복
† 사랑하는 교우 여러분, 우리 주 예수 그리스도께서
죽음을 지나 생명을 되찾으신 이 거룩한 밤에,
교회는 온 세상에 흩어져 있는 자녀들을 불러 모아
함께 기도하여 이 밤을 지내도록 초대합시다.
이 밤은 주님의 과월절로서 우리가 주님의 말씀을 듣고,
주님께서 명하신 성사를 거행하여
죽음을 이기신 주님의 승리에 참여하기 때문입니다.
집전자는 다음 기도로 새 불을 축복한다.
† 기도합시다.
성자를 통하여 사랑의 불을 밝혀주신 하느님,
비오니, 새로 마련된 이 불을 + 거룩하게 하시고,
부활의 축제를 지키는 우리에게
하느님 나라의 소망으로 불타게 하시며,
마침내 깨끗한 마음으로 영원한 빛의 잔치에 참여하게 하소서.
우리 주 예수 그리스도의 이름으로 기도하나이다.
⊙아멘
집전자는 새 불에 분향할 수 있다.

#### 부활초 축복
집전자는 5개의 유향못을 축복한 후에 성수를 뿌린다.
다음과 같은 순서로 유향못을 부활초의 표시된 곳에 꽂으며 말한다
1
2    3    4
5
1. 우리 주 예수 그리스도께서는
2. 그의 거룩하시고
3. 영광스러운 상처로
4. 우리를 보호하시고
5. 지켜주소서. 아멘

새 불에서 불을 붙여 부활초를 켜면서 말한다.
† 영화롭게 부활하신 그리스도여,
우리 어두운 마음에 빛을 비추소서.
부활 초를 아래의 기도로 축복한다.
†  주님께서 여러분과 함께
⊙ 또한 사제와 함께 하소서.
†  기도합시다.
새 생명을 주시는 하느님,
간절히 비오니, 이 초를 축복하시고 + 거룩하게 하시어,
그 빛이 비추는 곳마다 어둠이 사라지고
주님의 영광이 나타나게 하소서.
우리 주 예수 그리스도의 이름으로 기도하나이다.
⊙ 아멘

#### 부활초 순행
이제 부활초를 앞세우고 집전자와 복사들은 성당 안으로 순행한다.
부제가 성당 입구와 중앙, 그리고 제단 앞에서 부활초를 높이 들면서 아래의 말을 하거나 노래하면 회중은 부활초를 향하여 예를 드린다.
†  그리스도의 빛을 보라.
⊙ 하느님께 감사합니다.
응답 후에 회중은 부활초에서 불을 옮겨 붙인다.

#### 부활찬송 (Exultet)
제단에 이르러서 부활초를 촛대에 꽂는다.
부제는 부활촛대를 돌면서 분향한 후에 그 옆에서 아래 부활찬송을 한다.
선창자가 부활찬송을 한다면 인사와 계응은 부제가 한다.
• 이제 기뻐하라.
하늘나라의 모든 천군의 무리와 노래하는 천사들이여,
우리의 전능하신 임금의 승리를 위하여
우렁찬 나팔 소리로 구원을 외쳐라.
• 이제 기뻐하며 노래하라.
이 세상의 모든 만물이여, 우리의 영원하신 왕께서
어둠을 몰아내셨으니 찬란한 광채로 빛을 발하라.
• 이제 기뻐하며 즐거워하라.
어머니이신 성교회여, 위대한 빛으로 가득 찬 이 성전에서
거룩한 백성의 우렁찬 찬미소리를 울려라.
• 이 신비하고 거룩한 불꽃 앞에 둘러선 이들이여,
이제 전능하신 하느님께 기도하며,
그 은혜를 인하여 이 위대한 빛을 찬양하라.
†  주님께서 여러분과 함께
⊙ 또한 부제(사제)와 함께 하소서.
†  우리 주 하느님께 감사합시다.
⊙ 마땅하고 옳은 일입니다.
• 눈으로 볼 수 없는 전능하신 하느님 성부와 독생 성자
우리 주 예수 그리스도를 우리가 마음과 뜻을 다하여
소리 높여 찬송함은 언제나 어디서나 마땅하고 옳은 일이로다.
• 이 밤은 과월절 희생양이신 그리스도께서
아담의 죗값을 치르시고 그의 피로 우리를 구원하신 밤이로다.
• 이 밤은 주님께서 우리 조상 이스라엘 자손들을 이집트 속박에서
불러내시어 홍해를 갈라 마른 땅으로 건너게 하신 밤이로다.
• 이 밤은 모든 그리스도를 믿는 이들이 죄악의 어둠에서 벗어나
은혜롭고 거룩한 생명을 되찾은 밤이로다.
• 이 밤은 그리스도께서 죽음과 지옥의 사슬을 끊고,
무덤에서 승리하여 부활하신 밤이로다.
• 오, 기묘하고 헤아릴 수 없도다. 우리에게 베푸신 주님의 자비와 사랑,
보잘것없는 종을 구하시려 그 아들을 죽음에 넘겨주셨도다.
• 거룩하여라 이 밤이여, 악은 사라지고 죄가 씻어졌으며,
죄인에게 용서를, 우는 이에게 기쁨을 주시며,
교만과 미움을 쫓고 평화와 일치를 가져다 준 밤이로다.
• 복되어라 이 밤이여, 하늘과 땅이 결합되고,
인간이 하느님과 화해하는 밤이로다.
• 거룩하신 하느님, 주님의 영광을 찬양하며
이 부활초를 봉헌하는 우리의 저녁 제사를 받아주시고,
이 빛이 어둠을 몰아내기까지 계속 타오르게 하소서.
• 지지 않는 샛별이신 그리스도여,
모든 창조물에게 빛을 주시는 이여, 이 빛이 항상 비추게 하소서.
주님은 영원히 다스리시고 주관하시나이다.
⊙ 아멘
부활찬송이 끝나면, 회중은 들고 있는 촛불을 끈다.

### 말씀의 전례
집전자는 성서 낭독에 앞서 다음과 같이 말한다.
† 하느님께서는 일찍이 역사를 통하여
주님의 백성을 어떻게 구원하셨는지를 성서에 기록하셨습니다.
그러므로 이 구원의 말씀에 귀를 기울이고,
이 말씀으로 우리가 완전한 구원을 얻을 수 있도록
우리 하느님께 기도합시다.
모두 자리에 앉는다. 다음 성서 중에 출애굽기를 포함하여 3개 이상을 읽는다.
낭독 후에서는 통상적인 방법으로 응답한다.
각 말씀에 따르는 본기도를 드리기 전에 잠시 침묵을 지킨다.

#### 1) 천지창조 (창세기 1:1~2:4)
• 주님의 말씀입니다.
⊙ 하느님께 감사합니다.
(화답송)
† 기도합시다.
주 하느님, 인간을 주님의 형상으로 창조하셨으며,
죄에 빠진 인간을 주님의 은총으로 회복해 주시나이다.
비오니, 성자께서 자신을 낮추시어 우리와 같은 인간이 되신 것처럼,
우리도 그리스도의 거룩한 생명에 참여하게 하소서.
우리 주 예수 그리스도를 통하여 기도하나이다.
⊙ 아멘

#### 2) 노아의 홍수 (창세기 7:1~5, 11~18; 8:6~18; 9:8~13)
• 주님의 말씀입니다.
⊙ 하느님께 감사합니다.
(화답송)
† 기도합시다.
전능하신 하느님, 주님께서는 모든 생물에게 약속의 징표로서
무지개를 하늘에 두셨나이다. 비오니, 물과 성령으로 구원받은 우리가
주님께 합당한 감사의 제사를 바칠 수 있게 하소서.
우리 주 예수 그리스도를 통하여 기도하나이다.
⊙ 아멘

#### 3) 아브라함의 제사 (창세기 22:1~18)
• 주님의 말씀입니다.
⊙ 하느님께 감사합니다.
(화답송)
† 기도합시다.
모든 신자들의 아버지이신 하느님,
구하오니, 주님의 거룩한 이름을 위하여
과월절 성사의 은총으로 주님의 자녀 된 우리를 축복하시고,
주님의 교회로 하여금 믿음의 조상 아브라함에게 하신
하느님의 약속이 이루어진 것을 보고 기뻐하게 하소서.
우리 주 예수 그리스도를 통하여 기도하나이다.
⊙ 아멘

#### 4) 홍해를 건넘 (출애굽기 14:10~31, 15:20~21)
• 주님의 말씀입니다.
⊙ 하느님께 감사합니다.
(화답송)
† 기도합시다.
살아계신 하느님, 일찍이 택하신 백성들을
전능하신 팔을 펼치시어 파라오의 종살이에서 구하셨나이다.
비오니, 세상 모든 사람들을 하느님의 자녀로 삼으시어,
이스라엘에게 약속하신 구원의 기쁨을 누리게 하소서.
우리 주 예수 그리스도를 통하여 기도하나이다.
⊙ 아멘

#### 5) 값없이 주시는 구원 (이사야 55:1~11)
• 주님의 말씀입니다.
⊙ 하느님께 감사합니다.
(화답송)
† 기도합시다.
말씀으로 온 세상을 창조하시고, 
성령으로 세상을 새롭게 하시는 하느님,
구하오니, 하느님을 갈망하는 이들에게
참 생명의 물과 양식을 주시어 생기가 솟게 하시고,
새로운 힘과 용기로 주님을 섬기며 살게 하소서.
우리 주 예수 그리스도를 통하여 기도하나이다.
⊙ 아멘

#### 6) 마른 뼈의 골짜기 (에제키엘 37:1~14)
• 주님의 말씀입니다.
⊙ 하느님께 감사합니다.
(화답송)
† 기도합시다.
생명과 부활의 하느님,
예수 그리스도를 과월절 희생향이 되게 하시어
우리 죄인들을 의로움과 새 생명으로 일으켜주셨나이다.
비오니, 성령으로 축복 받은 사람들에게
땅끝까지 하느님을 선포할 수 있도록 믿음과 소망을 주소서.
우리 주 예수 그리스도를 통하여 기도하나이다.
⊙ 아멘

#### 7) 하느님의 백성을 모음 (스바니야 3:14~20)
• 주님의 말씀입니다.
⊙ 하느님께 감사합니다.
(화답송)
† 기도합시다.
변치 않는 권능과 진리의 하느님,
놀랍고도 신비한 주님의 교회를 돌아보시어,
하느님의 섭리로 구원의 역사를 계획대로 이룩하시고,
쓰러졌던 것을 다시 일으키시고, 낡은 것을 새롭게 하셨나이다.
비오니, 하느님께서 지으신 모든 것이
주 예수 그리스도를 통하여 온전하게 회복되는 것을
모든 세상 사람들이 보고 깨닫게 하여주소서.
우리 주 예수 그리스도를 통하여 기도하나이다.
⊙ 아멘

#### 영광송(Gloria In Excelsis Deo)
여기에서 모두 일어서고 부활초에서 제대초에 불을 붙인다.
그리고 성당의 모든 등을 켠 후 영광송을 시작한다.
이 때 성당의 모든 종을 칠 수 있다.
• 하늘 높은 곳에는 하나님께 영광,
• 땅에서는 그가 사랑하시는 사람들에게 평화!
• 주 하나님, 하늘의 임금이여,
• 전능하신 하나님 성부여,
• 주를 경배하오며 주께 감사하오며
• 주의 영광을 찬미하나이다.
• 주 예수 그리스도, 성부의 외아들이여,
• 주 하나님, 하나님의 어린 양이여,
• 세상의 죄를 없애시는 주여,
• 우리를 불쌍히 여기소서.
• 성부 오른편에 앉아 계시는 주여,
• 우리의 기도를 들어주소서.
⊙ 하나님 성부의 영광 안에 성령과 함께,
예수 그리스도 홀로 거룩하시고, 홀로 주님이시고, 홀로 높으시도다! 아멘

#### 본기도
† 알렐루야! 그리스도께서 부활하셨도다.
⊙ 주님께서 참으로 부활하셨나이다. 알렐루야!
†  주님께서 여러분과 함께
⊙ 또한 사제와 함께 하소서.
† 기도합시다.
주 하느님, 거룩한 이 밤을 부활의 영광으로 빛나게 하셨나이다.
비오니, 주님의 교회에 부활의 은총을 내리시어,
세례성사로써 주님의 자녀가 된 모든 이들의
마음을 북돋아 주시고, 우리의 몸과 마음을 새롭게 하시어,
성실과 진실로 주님을 경배하게 하소서.
성부와 성령과 한분 하느님이신
우리 주 예수 그리스도의 이름으로 기도하나이다.
⊙ 아멘

#### 서신서 봉독 (로마 6:3~11)
• 주님의 말씀입니다.
⊙ 하느님께 감사합니다.

#### 시편 (114)
• 영광이 성부와 성자와 성령께,
⊙ 처음과 같이 지금도 그리고 영원히. 아멘
통상적인 방법으로 복음환호송을 한 후에 복음을 낭독하고 설교를 한다.

#### 복음서 봉독 (가해 - 마태 28:1~10, 나해 - 마르 16:1~8, 다해 - 루가 24:1~12)
† 알렐루야! 알렐루야!
나는 처음과 마지막이고 살아있는 존재이다.
나는 죽었으나 이렇게 살아있고 영원무궁토록 살 것이다.
⊙ 알렐루야! 알렐루야!
†  주님께서 여러분과 함께
⊙ 또한 부제(사제)와 함께 하소서.
† 성 (  )이/가 전한 거룩한 복음입니다.
⊙ 주님께 영광을 드립니다.
† 주님의 복음입니다.
⊙ 그리스도를 찬미합니다.

### 세례언약 갱신
설교 후에 세례언약을 갱신한다. 세례식을 할 경우 회중은 아래 세례언약을 세례후보자와 함께 함으로써 서약갱신을 대신할 수 있다. 모두 일어서고 집전자는 아래와 같이 말한다.
† 사랑하는 교우 여러분, 과월절 신비 안에서
우리는 세례로 말미암아 그리스도와 함께 묻히고
그리스도와 함께 새로운 생명으로 부활합니다.
우리는 그리스도께 헌신하기로 결심하는 엄숙한 약속인
세례언약을 갱신함으로써 마귀와 마귀의 모든 일을 거절하고,
거룩한 교회 안에서 하느님을 충실히 믿고 섬길 것을
새롭게 서약합시다.
문) 여러분은  하느님을 거역하고 하느님의 창조질서를
어지럽히는 사탄의 모든 일을 거절하겠습니까?
답) 예, 거절하겠습니다.
문) 여러분은 하느님께서 지으신 세상을 타락시키는
악한 세력과 모든 죄악을 물리치겠습니까?
답) 예, 물리치겠습니다.
문) 여러분은 하느님의 사랑으로부터 우리를 떼어놓는
죄의 욕망을 버리겠습니까?
답) 예 버리겠습니다.
문) 여러분은 창조주 하느님을 믿습니까?
답) 전능하신 하느님 아버지, 하늘과 땅의 창조주를 믿습니다.
문) 여러분은 구세주 예수 그리스도를 믿습니까?
답) 하느님의 외아들, 우리 주 예수 그리스도,
성령으로 동정녀 마리아에게 잉태되어 나시고,
본티오 빌라도 치하에서 고난을 받으시고,
십자가에 못 박혀 죽으시고 묻히셨으며,
죽음의 세계에 내려가시어
사흘 만에 죽은 자들 가운데서 부활하시고,
하늘에 올라 전능하신 하느님 오른편에 앉아 계시며,
산 이와 죽은 이를 심판하러 다시 오시리라 믿습니다.
문) 여러분은 성령을 믿습니까?
답) 성령을 믿으며, 거룩한 공교회와, 모든 성도의 상통을 믿으며,
죄의 용서와 몸의 부활을 믿으며, 영원한 생명을 믿습니다.
문) 여러분은 예수 그리스도를 주님으로 따르고 그 가르침을 지키겠습니까?
답) 예, 하느님의 도우심으로 그렇게 하겠습니다.
문) 여러분은 감사성찬례를 통하여 말슴과 성사의 은총을 나누며
그리스도의 몸 된 교회를 온전히 섬기겠습니까?
답) 예, 하느님의 도우심으로 그렇게 하겠습니다.
문) 여러분은 악을 꾸준히 물리치고, 죄에 빠졌을 때마다
곧 회개하고 주님께로 돌아오겠습니까?
답) 예, 하느님의 도우심으로 그렇게 하겠습니다.
문) 여러분은 그리스도 안에서 말과 행위로 하느님의 복음을 전파하겠습니까?
답) 예, 하느님의 도우심으로 그렇게 하겠습니다.
문) 여러분은 이웃을 내 몸같이 사랑하고 그리스도처럼 섬기겠습니까?
답) 예, 하느님의 도우심으로 그렇게 하겠습니다.
문) 여러분은 정의와 평화를 위하여 힘쓰며
인간의 존엄성을 지키겠습니까?
답) 예, 하느님의 도우심으로 그렇게 하겠습니다.
† 기도합시다.
전능하신 하느님, 그리스도께서는 물과 성령으로
우리를 새로 나게 하셨으며, 모든 죄를 용서해 주셨나이다.
구하오니, 우리로 하여금 그리스도의 은총으로
영원한 생명 속에 머무르게 하소서.
우리 주 예수 그리스도의 이름으로 기도하나이다.
⊙ 아멘
집전자는 회중에게 성수를 뿌린다. 견진성사가 있을 경우,
언약 문답은 세례식에서 같이 하고 견진성사에서는 생략한다.

### 성찬의 전례
성찬의 전례는 평화의 인사로 계속한다.

#### 평화의 인사
† 부활하신 예수께서 제자들 가운데 나타나셔서
"너희에게 평화가 있기를!" 하고 인사 하시니
제자들은 크게 기뻐했습니다. (요한 20:19~10)
† 주님의 평화가 여러분과 함께
⊙ 또한 사제와 함께 하소서.
† 서로 평화의 축복을 나눕시다.

#### 봉헌 준비
† 기도합시다.
이곳에 오소서. 이곳에 임하소서.
주 예수 그리스도, 부활하신 대사제여!
우리가 이 예물을 바치며 이 빵을 나눌 때에 주님을 보게 하소서. 아멘

#### 성찬기도 1양식 (토마스 크랜머)
† 주님께서 여러분과 함께
⊙ 또한 사제와 함께 하소서.

#### 거심경
† 마음을 드높이
⊙ 주님께 올립니다.
† 우리 주 하느님께 감사합시다.
⊙ 마땅하고 옳은 일입니다.

#### 감사서문경
† 전능하신 하느님, 우리 주 예수 그리스도를 통하여
아버지께 언제 어디서나 감사와 찬양을 드림은
참으로 옳은 일이며 우리의 기쁨입니다.

#### 감사서문 특송
성부의 외아들 예수 그리스도께서는 과월절 참 어린양으로서
세상의 죄를 없애시고, 죽음으로 죽음을 이기시고,
부활하심으로 생명을 되찾아 주셨나이다.
그러므로 우리는 하늘의 모든 천사와 성도들과 함께 
주님의 거룩하고 영광스러운 이름을 소리높여 찬양하나이다.

#### 거룩하시다 (Sanctus)
⊙ 거룩하시다. 거룩하시다. 거룩하시도다. 만군의 주 하느님,
하늘과 땅에 가득한 그 영광, 높은 데에 호산나.
주의 이름으로 오시는 이여, 찬미 받으소서. 높은 데에 호산나.
† 모든 영광을 받으실 전능하신 하느님,
지극한 사랑으로 외아들 예수 그리스도를 이 세상에 보내셨으며,
그리스도께서는 우리의 구원을 위하여 십자가에 달리시고
세상의 죄를 없애기 위하여
자신의 몸을 단 한번 온전한 희생 제물로 드리셨나이다.
또한 그 고귀한 죽음을 기념하도록 성찬의 제사를 세우시고
다시 오실 때까지 이를 행하라 하셨나이다.

#### 성령청원기도(Epiclesis) - 축성문
† 자비하신 하느님, 이제 우리의 기도를 들으시고
이 빵과 포도주를 + 성령으로 거룩하게 하시어,
우리를 위하여 주 예수께서 말씀하신 구원의 신비가
이루어지게 하소서.

#### 제정사
그리스도께서는 수난하시기 전날 밤에
빵을 들어 감사의 기도를 드리신 다음,
빵을 떼시고 제자들에게 나누어주시며 말씀하셨나이다.
"받아 먹어라. 이것은 너희를 위하여 주는 내 몸이니
나를 기억하여 이 예를 행하라."

식후에 잔을 드시고 감사의 기도를 드리신 다음,
그들에게 주시며 말씀하셨나이다.
"받아 마셔라. 이것은 죄를 용서해 주려고
너희들과 많은 사람을 위하여 내가 흘리는 새로운 계약의 피니
마실 때마다 나를 기억하여 이 예를 행하라."
기념환호송 1양식, 2양식 중 선택하여 사용할 수 있다.

#### 기념환호송
† 우리는 신앙의 신비를 선포합니다.
⊙ 그리스도는 죽으셨고,
그리스도는 부활하셨고,
그리스도는 다시 오십니다.

#### 기념과 봉헌사(Anamnesis)
그러므로 우리는 예수 그리스도의 수난과 죽으심,
부활과 승천하심을 기억하며, 그리스도께서 다시 오실 때까지
이 빵과 포도주를 감사와 찬양의 제물로 드리나이다.

#### 성령청원기도(Epiclesis) - 일치
간절히 구하오니, 정성을 다해 드리는 우리의 감사제를 받으시고
온 세상의 교회가 예수 그리스도의 수난과 죽으심으로 이루신
구원의 은총을 얻게 하소서.
또한 이 생명의 빵과 구원의 잔을 받는 모든 이에게 성령을 내리시어
하늘의 축복을 나누게 하시고,
자신의 몸과 영혼을 하느님께 드리어 합당한 산 제물이 되며,
예수 그리스도와 한 몸이 되게 하소서.

#### 마침영광송
전능하신 하느님은 그리스도를 통하여,
그리스도와 함께, 그리스도 안에서, 성령과 하나 되어
온갖 영예와 영광을 영원토록 받으시나이다.
⊙ 아멘

269쪽 주의 기도로 계속 한다.

#### 성찬기도 3양식 (성 요한 크리소스톰 전례)
† 주님께서 여러분과 함께
⊙ 또한 사제와 함께 하소서.

#### 거심경
† 마음을 드높이
⊙ 주님께 올립니다.
† 우리 주 하느님께 감사합시다.
⊙ 마땅하고 옳은 일입니다.

#### 감사서문경
† 전능하신 하느님, 우리 주 예수 그리스도를 통하여
아버지께 언제 어디서나 감사와 찬양을 드림은
참으로 옳은 일이며 우리의 기쁨입니다.

#### 감사서문 특송
성부의 외아들 예수 그리스도께서는 과월절 참 어린양으로서
세상의 죄를 없애시고, 죽음으로 죽음을 이기시고,
부활하심으로 생명을 되찾아 주셨나이다.
그러므로 우리는 하늘의 모든 천사와 성도들과 함께
주님의 거룩하고 영광스러운 이름을 소리높여 찬양하나이다.

#### 거룩하시다 (Sanctus)
⊙ 거룩하시다. 거룩하시다. 거룩하시도다. 만군의 주 하느님,
하늘과 땅에 가득한 그 영광, 높은 데에 호산나.
주의 이름으로 오시는 이여, 찬미 받으소서. 높은 데에 호산나.
†  거룩하시나이다. 전능하신 창조주 하느님,
거룩하시나이다. 구세주 예수 그리스도,
거룩하시나이다. 생명을 주시는 성령,
주님께서는 사람도 거룩하도록 하느님의 형상대로 만드셨으나
사람은 죄에 빠졌나이다. 그러나 주님은 지극한 사랑으로
외아들 예수 그리스도를 동정녀 마리아에게 나게 하시고,
누구든지 그를 믿는 사람은 멸망하지 않고
영원한 생명을 얻게 하시어 부활의 소망으로 살게 하시나이다.

#### 제정사
그리스도께서는 배반당하시던 날 밤에
빵을 들어 감사의 기도를 드리신 다음,
빵을 떼시고 제자들에게 나누어주시며 말씀하셨나이다.
"받아 먹어라. 이것은 너희를 위하여 주는 내 몸이니
나를 기억하여 이 예를 행하라."
식후에 잔을 드시고 감사의 기도를 드리신 다음,
그들에게 주시며 말씀하셨나이다.
"받아 마셔라. 이것은 죄를 용서해 주려고
너희들과 많은 사람을 위하여 내가 흘리는 새로운 계약의 피니
마실 때마다 나를 기억하여 이 예를 행하라." 

#### 기념과 봉헌사(Anamnesis)
그러므로 우리를 위하여 죽으시고 묻히셨으나
사흘 만에 부활하셨으며, 하늘에 올라 성부 오른편에 앉으시고
영광 속에 다시 오실 성자 예수 그리스도를 기념하며
이 감사의 예물을 주님께 바치오니 기쁨으로 받아주소서.
기념환호송 1양식, 2양식 중 선택하여 사용할 수 있다.

#### 기념환호송
† 우리는 신앙의 신비를 선포합니다.
⊙ 그리스도는 죽으셨고,
그리스도는 부활하셨고,
그리스도는 다시 오십니다.

#### 성령청원기도(Epiclesis) - 축성문
† 주여, 피 흘림 없이 합당하게 드리는 이 제사를 받으시고,
우리와 이 예물 위에 + 성령을 내리시어,
이 빵과 포도주가 우리를 위한
주님의 고귀하신 몸과 피가 되게 하소서.
또한 이 성사를 받는 모든 이들이 죄를 용서받아
정결한 마음으로 주님 앞에 나아가게 하소서.

#### 성령청원기도(Epiclesis) - 일치
겸손히 비오니, 거룩한 교회의 모든 주교와 사제와 부제를 기억하시어
그들이 주님의 말씀을 올바로 보전하며 가르치게 하시고,
주님을 섬기는 모든 신자들도 주님의 자비하심을 입어
한마음으로 주님을 찬양하게 하소서.
또한 영생과 부활의 희망 속에 고이 잠든
이들 [특별히 (       )]을/를 기억하시고
그들이 주님의 빛 가운데서 영원한 안식을 누리게 하소서.

#### 마침영광송
전능하신 하느님은 그리스도를 통하여,
그리스도와 함께, 그리스도 안에서, 성령과 하나 되어
온갖 영예와 영광을 영원토록 받으시나이다.
⊙ 아멘

269쪽 주의 기도로 계속 한다.

#### 성찬기도 4양식 (성 바실 전례)
† 주님께서 여러분과 함께
⊙ 또한 사제와 함께 하소서.

#### 거심경
† 마음을 드높이
⊙ 주님께 올립니다.
† 우리 주 하느님께 감사합시다.
⊙ 마땅하고 옳은 일입니다.

#### 감사서문경
† 오직 한 분이시며 참되신 하느님 성부여,
아버지께 언제 어디서나 감사와 찬양을 드림은
참으로 옳은 일이며 우리의 기쁨입니다.

#### 감사서문 특송
성부의 외아들 예수 그리스도께서는 과월절 참 어린양으로서
세상의 죄를 없애시고, 죽음으로 죽음을 이기시고,
부활하심으로 생명을 되찾아 주셨나이다.
또는
주님은 태초부터 우리가 영원히 미치지 못할 빛 속에 계시오며,
생명의 샘이시오, 모든 선의 근원이 되시나이다.
또한 주님은 만물을 지으시고 축복으로 채우시며,
경이로운 빛 가운데 기쁨을 누리며 살게 하시나이다.
그러므로 하늘의 무수한 천사들이 밤낮으로 주님을 섬기고,
그 빛나는 얼굴을 뵈오며 끊임없이 찬양하오니,
우리도 그들과 함께 하늘 아래 만물과 더불어
주님의 거룩하고 영광스러운 이름을 소리 높여 찬양하나이다.

#### 거룩하시다 (Sanctus)
⊙ 거룩하시다. 거룩하시다. 거룩하시도다. 만군의 주 하느님,
하늘과 땅에 가득한 그 영광, 높은 데에 호산나.
주의 이름으로 오시는 이여, 찬미 받으소서. 높은 데에 호산나.
† 지극한 영광과 권능 가운데 계신 거룩하신 하느님,
주님께서는 지혜와 사랑으로 만물을 지으셨으며,
하느님의 형상대로 우리를 창조하시고,
주님께 순종하고 모든 피조물을 돌보며 살게 하셨나이다.
우리가 불순종으로 주님을 멀리 떠났을 때에도
우리를 죽음의 그늘 아래 버려두지 않으시고
예수 그리스도를 성령으로 동정녀 마리아에게 나게 하시어
크신 사랑을 나타내셨나이다.
이 세상에 오신 그리스도께서는 가난한 자에게 구원의 복음을,
갇힌 자에게 자유를, 슬퍼하는 자에게 기쁨을 주셨으며,
아버지의 뜻을 이루시고자 스스로 고난을 당하셨으나,
무덤에서 부활하심으로 죽음을 이기시고
온 세상 피조물을 새롭게 하셨나이다.

#### 제정사
성부 하느님께로부터 영광 받으실 때가 이르러
그리스도께서는 제자들과 만찬을 함께 하시던 중에,
빵을 들어 성부께 감사드리신 다음,
떼어 제자들에게 주시며 말씀하셨나이다.
"받아 먹어라. 이것은 너희를 위하여 주는 내 몸이니
나를 기억하여 이 예를 행하라."
식후에 잔을 드시고 감사드리신 다음,
그들에게 주시며 말씀하셨나이다.
"받아 마셔라. 이것은 죄를 용서해 주려고
너희들과 많은 사람을 위하여 내가 흘리는 새로운 계약의 피니
마실 때마다 나를 기억하여 이 예를 행하라."

#### 기념과 봉헌사(Anamnesis)
그러므로 이제 우리가 이 예를 드리며 그리스도의 죽으심을 기억하고,
그리스도의 부활과 성부 오른편에 승천하심을 선포하나이다.
또한 영광 속에 다시 오실 것을 기다리며,
우리의 구원을 기념하여 이 빵과 포도주를 주님께 봉헌하나이다.
기념환호송 1양식, 2양식 중 선택하여 사용할 수 있다.

#### 기념환호송
† 우리는 신앙의 신비를 선포합니다.
⊙ 그리스도는 죽으셨고,
그리스도는 부활하셨고,
그리스도는 다시 오십니다.

#### 성령청원기도(Epiclesis) - 축성문
† 주여, 당신의 선하심과 자비하심으로
우리와 이 예물위에 + 성령을 내리시고 거룩하게 하시어,
주님의 백성을 위한 예수 그리스도의 몸과 피이며,
생명의 빵과 구원의 잔이 되게 하시고,
이 거룩한 선물을 나누는 모든 이들이 한 마음, 한 몸을 이루게 하시어
그리스도 안에서 거룩한 산 제물이 되게 하소서.

#### 성령청원기도(Epiclesis) - 일치
간절히 구하오니, 그리스도의 피로 구원하신,
하나이며 거룩하고 사도로부터 이어오는 모든 교회를 기억하시어,
우리의 신앙을 지켜주시고,
교회의 일치를 드러내며 평화를 보존하게 하소서.
또한 주님의 몸 된 교회에 속한 모든 백성들을 기억하시어
복되신 동정녀 마리아와 모든 성인들과 함께
하늘의 유산을 받게 하시고, 그들과 연합하여
우리 주 예수 그리스도의 이름으로 항상 주님을 찬양하게 하소서.

#### 마침영광송
전능하신 하느님은 그리스도를 통하여,
그리스도와 함께, 그리스도 안에서, 성령과 하나 되어
온갖 영예와 영광을 영원토록 받으시나이다.
⊙ 아멘

#### 주의 기도
† 우리 구세주 그리스도께서 가르치신 대로 기도합시다.
⊙ 하늘에 계신 우리 아버지,
온 세상이 아버지를 하느님으로 받들게 하시며
아버지의 나라가 오게 하시며
아버지의 뜻이 하늘에서와 같이 땅에서도 이루어지게 하소서.
오늘 우리에게 필요한 양식을 주시고
우리가 우리에게 잘못한 이를 용서하듯이
우리의 잘못을 용서하시고
우리를 유혹에 빠지지 않게 하시고 악에서 구하소서.
나라와 권세와 영광이 영원토록 아버지의 것이옵니다. 아멘

#### 성체 나눔
빵을 떼어 들어 보이면서 아래의 말을 한다.
† 우리는 이 빵을 떼어 주님의 성체를 나눕니다.
⊙ 우리는 서로 다르나 한 빵을 나누며 한 몸을 이룹니다.

#### 하느님의 어린 양 (Agnus Dei)
⊙ 하느님의 어린 양, 세상의 죄를 없애시는 주여,
우리를 불쌍히 여기소서.
하느님의 어린 양, 세상의 죄를 없애시는 주여,
우리를 불쌍히 여기소서.
하느님의 어린 양, 세상의 죄를 없애시는 주여,
우리에게 평화를 주소서.

#### 영성체 (Communion)
성체와 보혈을 들고 아래 초대의 말을 한다.
† 세상의 죄를 없애시는 하느님의 어린 양이 여기 계시니,
이 성찬에 초대받은 이는 복되도다.
⊙ 주여, 주님을 제 안에 모시기를 감당치 못하오니, 한 말씀만 하소서.
제가 곧 나으리이다.
집전자는 성체를 영할 때 이렇게 말할 수 있다.
"그리스도의 성체와 보혈은 저를 지키시어 영생에 이르게 하소서."
성체와 보혈을 나눌 때에 다음과 같이 말한다.
† 그리스도의 성체
⊙ 아멘
† 그리스도의 보혈
⊙ 아멘

#### 영성체후 기도
† 기도합시다.
자비로우신 하느님,
우리가 부활의 신비를 나타내는 이 성사를 받았나이다.
비오니, 우리를 사랑의 성령으로 채우시고,
그 사랑 속에 한마음이 되게 하시어 부활의 기쁨을 항상 누리게 하소서.
우리 주 예수 그리스도의 이름으로 기도하나이다.
⊙ 아멘

### 파송 예식

#### 축복기도
† 주님께서 여러분과 함께
⊙ 또한 사제와 함께 하소서.
† 구주 예수 그리스도를 부활하게 하시고,
우리의 목자로 삼으신 평화의 하느님께서 여러분을 도우시어,
주님의 뜻에 맞는 모든 선한 일을 하게 하시며, 전능하신 하느님 + 성부와 성자와 성령은 여러분에게 강복하소서.

#### 파송 (Dismissal)
† 나가서 주님의 부활을 전합시다. 알렐루야, 알렐루야.
⊙ 그리스도의 이름으로. 알렐루야, 알렐루야.
파송성가를 할 수 있다.